# Abu Bakr al-Hassar
Al-Hassar ou Abu Bakr Muhammad ibn Abdallah ibn Ayyash al-Hassar (en amazighe : ⴰⴱⵓ ⴱⴰⴽⵔ ⵍⵃⵚⵕ, en arabe : أبو بكر الحصار) est un mathématicien marocain[réf. nécessaire], ayant vécu au XIIe siècle. 
De ses écrits il ne nous reste que deux livres, Kitab al-bayan wat-tadhkar (Livre de démonstration et de mémorisation), et le second un livre en deux volumes Kitab al-kamil fi sinaat al-adad (Livre complet sur l'art des nombres), sur la répartition des Nombres dont il ne reste que le premier volume.
Al-Hassar a développé la notation mathématique symbolique moderne pour les fractions, où le numérateur et le dénominateur sont séparés par une barre horizontale.[réf. nécessaire] Cette même notation fractionnaire est apparue peu après dans l'œuvre de Fibonacci au XIIIe siècle.